# Недочеловек

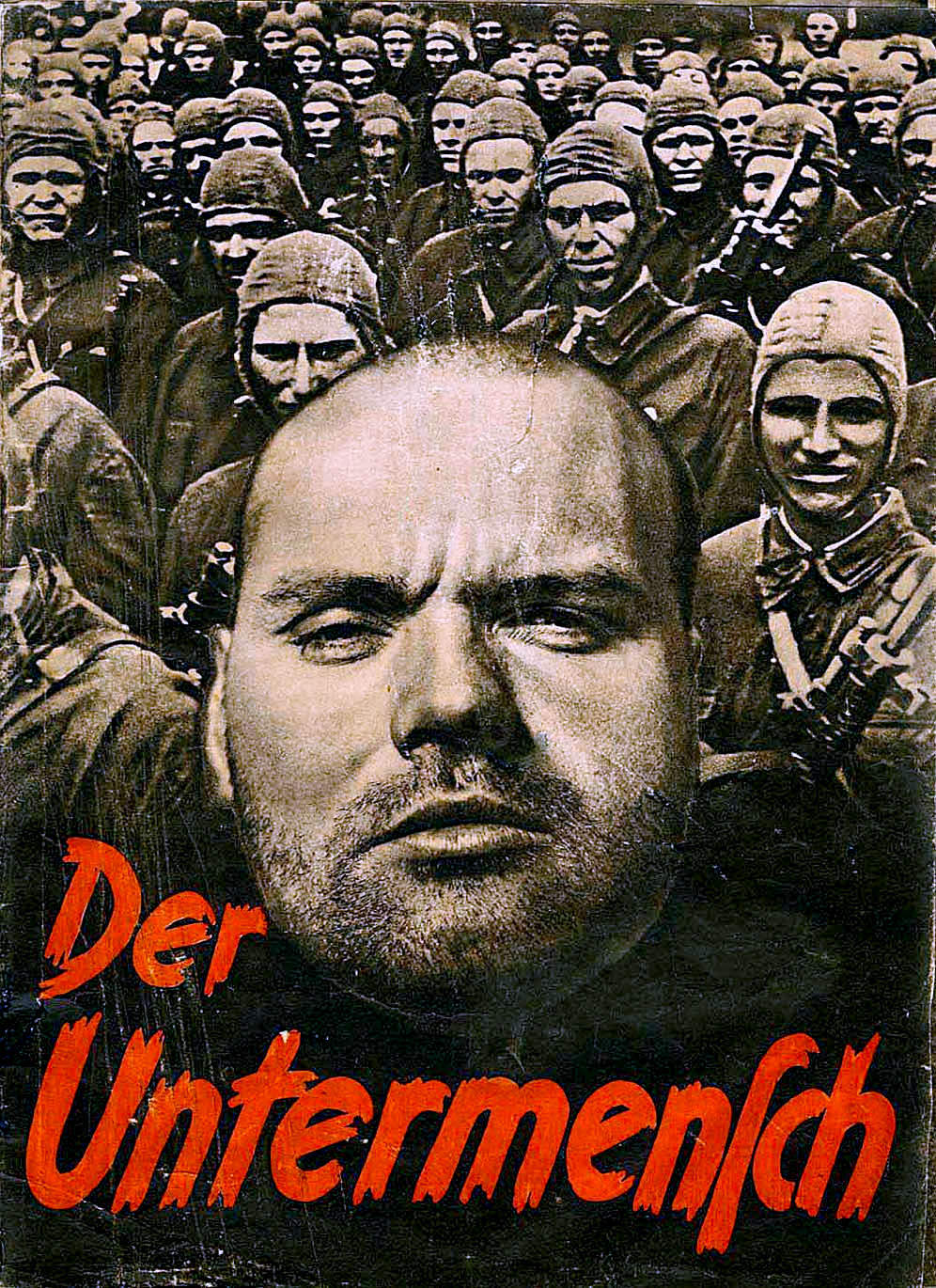
Брошюра 1942 года «Недочеловек» («Der Untermensch»), изданная массовым тиражом по распоряжению рейхсфюрера СС Генриха Гиммлера

«Недочелове́к» (нем. Untermensch — «унтерменш», от Unter- — под- и Mensch — человек) — философско-антропологический; впоследствии пропагандистский расистско-евгенический термин в идеологии и расовой теории нацизма, «низшие люди», представители «низших рас» — евреи, цыгане, славяне, «негры», «ведийцы» а также «мишлинги» (Mischlinge, «еврейско-арийские полукровки») согласно терминологии нацистской Германии. В современной праворадикальной среде ряда стран распространена идея, что немецкие нацисты не считали «недочеловеками» славян.

## Появление и определения термина
Термин «Untermensch» был заимствован нацистами из книг американского расового теоретика Лотропа Стоддарда, который в своей книге «The Revolt Against Civilization: The Menace of the Under-Man» («Бунт против цивилизации: угроза подчеловека», 1923) утверждал, что после прихода к власти большевиков Россией стал управлять один из самых дегенеративных народов на Земле. Он считал, что комбинация из якобы врождённой расовой неполноценности русских славян, идиотизма политической доктрины, взывавшей к низшим человеческим инстинктам (таким, к примеру, как зависть к более одарённым и более богатым), а также то, что ряды коммунистической партии состояли, по его мнению, из «врождённых преступников» в самом обычном смысле этого слова, требовали абсолютно нового понятия для описания этого феномена: «the Under-man» (дословно «подчеловек»). Октябрьская революция была по Стоддарду боевым кличем на приближающуюся неотвратимую битву между цивилизованными нациями и «массами с Востока». И если «белой расе» предстояло одержать победу в этой войне с «подчеловеком», то ей следовало отказаться от непродуманных либеральных идей и поскорее перейти к решительным политическим мерам, таким как внедрение долгосрочных евгенических программ.
Слово «Untermensch» вошло в нацистский лексикон из названия немецкого перевода книги Стоддарда «Der Kulturumsturz: Die Drohung des Untermenschen» (1925). Поскольку в англоязычном мире даже большинство историков не знало, что нацистское понятие «Untermensch» было изначально изобретено американцем, обратный перевод этого слова с немецкого на английский зачастую звучит как «subhuman» («подчеловек»). Ведущий нацистский идеолог, зафиксировавший концепцию славянского «подчеловека» за авторством Стоддарда, — Альфред Розенберг, в своей книге «Миф двадцатого века» (1930) пишет, что русский большевик — это тот вид человека, «которого Лотроп Стоддард обозначил как „недочеловека“» («den Lothrop Stoddard als „Untermenschen“ bezeichnete», стр. 214). Хотя Стоддард и не указывает на это в своей книге, но на создание понятия «подчеловек» он мог быть вдохновлён ницшеанской концепцией сверхчеловека, согласно которой в произведении «Так говорил Заратустра» Ницше рассматривает человека как мост между обезьяной и сверхчеловеком, который следует преодолеть. Упоминание обезьяны (прототип «недочеловека») у Ницше было аллюзией на концепцию Дарвина, набиравшую в то время популярность. Стоддард писал (стр. 261), что ему знакомо понятие «сверхчеловек».
Подобное деление людей отражало социал-дарвинистскую, расистскую и человеконенавистническую сущность национал-социализма. Термин «сверхчеловек» (нем. Übermensch) был заимствован из ницшеанства. Адольф Гитлер (как и Бенито Муссолини) являлся поклонником философии Фридриха Ницше, которая оказала сильное влияние на формирование его мировоззрения. Однако в книге Ницше «Весёлая наука» (нем. Die fröhliche Wissenschaft, 1882) употребление слов «сверхчеловек» и «недочеловек» (в афоризме 143 третьей части книги) не связывалось с какой-либо конкретной расой и даже с человечеством в целом, и в целом приводится Ницше в довольно скептическом ключе («Изобретение богов, героев и сверхчеловеков разного рода, равно как и человекобразов и недочеловеков, карликов, фей, кентавров, сатиров, демонов и чертей»).

## Идеологический контекст
В идеологии нацизма евреи («семитская раса») рассматриваются как антипод и главный враг «арийской расы». «Арийская» идея служила основой для радикального, охватывавшего все сферы человеческой жизнедеятельности антисемитизма, определявшего в свою очередь стремление к борьбе против марксизма, большевизма, пацифизма, либерализма и демократии — согласно нацистскому учению, проявлений и инструментов реализации интересов «мирового еврейства». История понималась как непрерывная расовая борьба воспринимаемых с биологической позиции народов за выживание, защита и расширение необходимого им «жизненного пространства». Конечным результатом этой борьбы считалось установление мирового господства «арийской расы», превосходящей другие расы в биологическом и культурном отношении и занимающей высшую позицию в «расовой иерархии» — расы естественных господ. Идеология включала милитаризм: война была представлена естественным состоянием человечества, законным и единственно возможным средством утверждения мирового лидерства «народа-господина». Залогом победы в этой борьбе должна быть консолидация немецкой нации под руководством единого вождя («фюрера»), «расовая гигиена» — очищение нации от «расово чуждых» и «неполноценных» элементов, а также укрепление её «физического здоровья».
«Арийцами» назывались древние индоевропейцы, рассматриваемые как отдельная раса, а из современных народов — немцы и родственные им германские народы, которые, согласно нацистской идеологии, являются наиболее «расово чистыми» существующими народами «арийского происхождения». Нацистский расовый теоретик Ханс Гюнтер в своей книге «Расовая наука немецкого народа» (1922) определил каждый расовый подтип в соответствии с общим физическим обликом и психологическими качествами, включая «расовую душу» — со ссылкой на эмоциональные черты и религиозные убеждения. Он приводил детальную информацию о цвете волос, глаз и кожи, строении лица. Он писал, что немцы представлены всеми пятью выделяемыми им европейскими расовыми подтипами, но подчёркивал их сильное «нордическое» наследие.
В концепции Гюнтера евреи происходят от неевропейских рас, особенно от расы, которую он классифицировал как «ближневосточную», более известную как арменоидный тип. Он утверждал, что такое происхождение делает евреев принципиально отличными от немцев и большинства европейцев и несовместимыми с ними. В своей работе «Расовые свойства еврейского народа» Гюнтер утверждал, что «расовая душа» «ближневосточной расы» характеризуется «коммерческим духом». Согласно Гюнтеру, «ближневосточный тип» представлен в основном коммерчески настроенными и ловкими торговцами, обладающими развитыми навыками психологического манипулирования. Он утверждал, что «ближневосточная раса» была «порождена не столько для завоевания и эксплуатации природы, сколько для завоевания и эксплуатации людей».
Нацистская концепция «арийской расы господ» («Herrenvolk») исключала из этой расы подавляющее большинство славян, поскольку считалось, что славяне почти утратили «нордический компонент» в результате смешения с «финской» и другими расами и испытывают опасное еврейское и азиатское влияние. По этой причине нацисты объявили славян «недочеловеками» («Untermenschen»).
Идея нацистов, что славяне являются «низшими неарийцами», была частью планов по созданию «жизненного пространства на Востоке» для немцев и других германских народов в Восточной Европе, инициированных во время Второй мировой войны по «генеральному плану Ост». Миллионы немцев и других германских поселенцев должны были быть перемещены на завоёванные территории Восточной Европы, в то время как десятки миллионов славян предполагалось уничтожить, переселить или обратить в рабство.
Ряд историков, в том числе авторы профильной «Энциклопедии геноцида», характеризуют преследование славян как геноцид. В то же время ряд историков выводят преследования славян из-под понятия геноцида, указывая на существенно более высокую селективность убийств по сравнению с таковыми евреев, цыган и инвалидов и на отсутствие планов уничтожения всех славян (например, словаков — Первая Словацкая республика и хорватов — Независимое Государство Хорватия, нацисты считали ценными союзниками). Дополнительную трудность представляет попытка отделить расово мотивированные убийства от таковых, связанных с военными действиями.
Согласно «Энциклопедии геноцида», общее число жертв геноцида славян составило от 19,7 до 23,9 млн человек (среди них жители СССР, поляки, словенцы, сербы и др.). По мнению американского политолога Рудольфа Руммеля, возможное число жертв геноцида славян составляет около 10,5 млн человек (среди них поляки, украинцы, белорусы, русские, а также советские военнопленные).
Гитлер заявлял:

Мы обязаны истреблять население, это входит в нашу миссию охраны германского населения. Нам придется развить технику обезлюживания. Если меня спросят, что я подразумеваю под обезлюживанием, я отвечу, что имею в виду уничтожение целых расовых единиц. Именно это я и собираюсь проводить в жизнь, — грубо говоря, это моя задача. Природа жестока, следовательно, мы тоже имеем право быть жестокими. Если я посылаю цвет германской нации в пекло войны, без малейшей жалости проливая драгоценную немецкую кровь, то, без сомнения, я имею право уничтожить миллионы людей низшей расы, которые размножаются, как черви.

## Применение термина

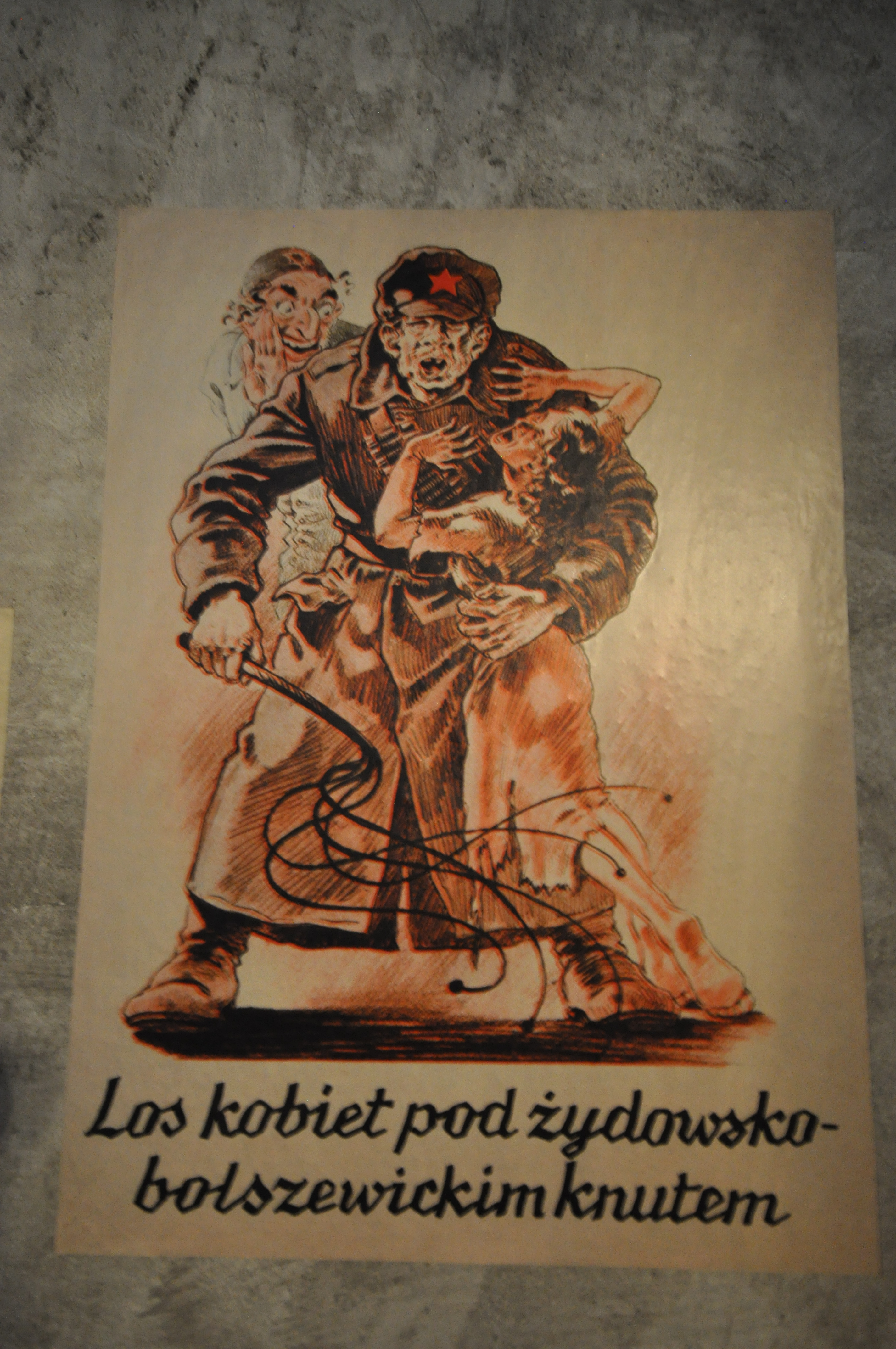
Нацистский плакат на польском языке «Судьба женщины под еврейско-большевистским кнутом». Еврей направляет «недочеловека»

Коллективная фотография военнослужащих вермахта. На школьной доске написано мелом: «Русский должен умереть, чтобы жили мы» (Der Russe muß sterben, damit wir leben). Брянская область, 2 октября 1941

Один из примеров употребления этого термина — выпущенная в 1936 году брошюра рейхсфюрера СС Генриха Гиммлера «Охранные отряды как боевая антибольшевистская организация» (нем. Die Schutzstaffel als antibolschewistische Kampforganisation), в которой говорилось: «Мы позаботимся, чтобы никогда снова в Германии, сердце Европы, не могла быть разожжена изнутри или через эмиссаров извне еврейская-большевистская революция недочеловеков (нем. jüdisch-bolschewistische Revolution des Untermenschen)».
Так, в пропагандистском бюллетене № 112, выпущенном отделом пропаганды вермахта в июне 1941 года сразу после нападения на СССР (такие бюллетени зачитывались личному составу всех частей вермахта), цели войны были указаны так:
Необходимо ликвидировать красных недочеловеков вкупе с их кремлёвскими диктаторами. Германскому народу предстоит выполнить самую великую задачу в своей истории, и мир ещё услышит о том, что данная задача будет выполнена до конца.
— Информационный бюллетень для войск (Mitteilungen für die Truppe), № 112, Juni 1941.
17 июля 1941 года в «Illustrierter Beobachter» («толстом» иллюстрированном приложении к официальному органу НСДАП «Völkischer Beobachter») была опубликована фотография пленных советских офицеров (не комиссаров) с подписью: «Вот они, большевики-офицеры. Типичные представители недочеловечества и подстрекаемые подростки» (нем. Das sind Bolschewiken-offiziere! Typische Vertreter des Untermenschentums und verhetzte Knaben). Комментарий к этому фото немецких армейских пропагандистов (части Propagandakompanie): «Пленные офицеры Советской Армии — наскоро собранное сборище недочеловеков и незрелых фанатиков» (нем. Gefangene Offiziere der Sowiet-Armee — eine zusammengewürfelte Gesellschaft aus Untermenschen und unreifen Fanatikern).
В те же дни рейхсфюрер СС Генрих Гиммлер выступил перед эсэсовцами из отправлявшейся на Восточный фронт боевой группы «Норд» с речью, где напутствовал их на войну и перечислял в качестве «недочеловеков» гуннов, венгров, татар, монголов и русских:
Когда вы, друзья мои, сражаетесь на Востоке, вы продолжаете ту же борьбу против того же недочеловечества, против тех же низших рас, которые когда-то выступали под именем гуннов, позднее — 1000 лет назад во времена королей Генриха и Оттона I, — под именем венгров, а впоследствии под именем татар; затем они явились снова под именем Чингисхана и монголов. Сегодня они называются русскими под политическим знаменем большевизма.
— Выступление рейхсфюрера Генриха Гиммлера в Штеттине 13 июля 1941 года
Брошюра 1942 года «Недочеловек» (нем. Der Untermensch), изданная массовым тиражом по распоряжению Генриха Гиммлера, была направлена в основном против русских и евреев. Русские описывались как неполноценный вырождающийся народ под руководством евреев. Подобная пропаганда была рассчитана на то, чтобы поощрять немцев ещё хуже обращаться с восточным народом.
В данной брошюре содержится следующее определение «недочеловека»:

Недочеловек — это биологическое существо, созданное природой, имеющее руки, ноги, подобие мозга, с глазами и ртом. Тем не менее, это ужасное существо является человеком лишь частично. Оно носит черты лица подобные человеческим — однако духовно и психологически недочеловек стоит ниже, чем любое животное. Внутри этого существа — хаос диких, необузданных страстей: безымянная потребность разрушать, самые примитивные желания и неприкрытая подлость.
Оригинальный текст (нем.)Der Untermensch – jene biologisch scheinbar völlig gleichgeartete Naturschöpfung mit Händen, Füßen und einer Art von Gehirn, mit Augen und Mund, ist doch eine ganz andere, eine furchtbare Kreatur, ist nur ein Wurf zum Menschen hin, mit menschenähnlichen Gesichtszügen – geistig, seelisch jedoch tiefer stehend als jedes Tier. Im Inneren dieses Menschen ein grausames Chaos wilder, hemmungsloser Leidenschaften: namenloser Zerstörungswille, primitivste Begierde, unverhüllteste Gemeinheit.

## Отрицание положений нацизма в отношении славян
В праворадикальной среде восточноевропейских стран, включая Россию, распространена идея, что немецкие нацисты не считали славян ниже себя в расовом отношении. Ряд праворадикальных музыкальных групп исполняют песни о том, как «славяне тоже сражались в отрядах СС за чистоту арийской крови», а немцы считали русских своими «белыми братьями», тогда как всё опровергающее это — «вымысел коммунистов». Российский автор Владимир Авдеев (создатель учения «расология» о превосходстве «нордической расы» над другими) писал, что в нацистской Германии якобы не было «оголтелой целенаправленной русофобии» и славян не считали «недочеловеками». Обратное он считал «стереотипами советской и либеральной эпох», а также «безграмотной фантазией ангажированных журналистов».

## Комментарии
1. ↑  Термин использовался в феноменологии Эдмунда Гуссерля до прихода к власти национал-социалистов для характеристики лиц, неспособных к трансцендентальной редукции.